# Palazzo d’Avossa
Der Palazzo d’Avossa ist ein Palast aus dem 15. Jahrhundert in Salerno in der italienischen Region Kampanien. Er liegt in der Altstadt von Salerno unweit des Doms und der alten Via dei Mercanti im Viertel Barbuti innerhalb des östlichen Teils der römischen Stadtmauer.

## Geschichte und Beschreibung
Der Palast erlitt bei den Erdbeben in den Jahren 1685, 1688 und 1694 große Schäden. Im Laufe des folgenden Jahrhunderts wurde das Gebäude unter Leitung des Architekten Ferdinando Sanfelice vollkommen im Stile des kampanischen Barocks umgebaut.
Der Palast ist das größte Gebäude des alten Salerno. Es erstreckt sich auf eine Fläche von 1330 m² und hat vier Stockwerke, die auf eine Höhe von 20 Metern über der Straße aufragen. Darüber hinaus hat es einen kunstvollen Balkon, der ursprünglich mit 16 Marmorbüsten geschmückt war.
Ursprünglich gehörte das Gebäude der Adelsfamilie Della Calce, einer aus Salerno stammenden Patrizierfamilie. Am 6. Oktober 1785 verkaufte es die Witwe von Don Prospero della Calce, Donna Batrice Pagano, an die Brüder Don Diego und Don Michele d’Avossa aus Bergara.
Das Wappen der Della Calces (blau wie die natürliche Meerjungfrau mit gegabeltem Schwanz auf dem Meer und goldenem Kopf mit kaiserlichem Adler), das über dem Haupteingang thronte, wurde so durch das der D’Avossas (blau mit zwei goldenen, einander zugewandten Löwen mit zwei silbernen Knochen zwischen den Hinterbeinen in Form eines Andreaskreuzes, gestützt durch drei grüne Berge im italienischen Stil mit drei goldenen Sternen darüber, zu zwei und eins gruppiert), einer Patrizierfamilie und italienischer Zweig der Markgrafen Abos di Bergara aus der Stadt Tramacastilla in der spanischen Provinz Aragón, die im 16. Jahrhundert mit Salerno verbunden wurde, ersetzt.
Wenn man das Eingangsportal durchschritten hat, gelangt man in einen quadratischen Innenhof, dessen Seiten mit fünf Statuen an dem Ende des 17. Jahrhunderts verziert sind (eine davon ist sehr viel älter und wurde als römische Kopie eines griechischen Meisterwerks aus dem dritten Viertel des 5. Jahrhunderts v. Chr. identifiziert). Auf der Südseite des Hofes gibt es zwei große Räume, die als Pferdestall dienten, während auf der Nordseite eine offene Treppe liegt, an deren Wänden sich Fresken von Szenen aus dem Epos Das befreite Jerusalem von Torquato Tasso befanden, die heute fast vollständig verschwunden sind; sichtbar sind noch Fackellöschmasken. Der große Saal im ersten Obergeschoss (Festsaal) mit einer Holzbühne für die Musiker zeigt Fresken mit mythologischen Szenen. Dann gelangt man in die ‚‚Sala dell’Abbondanza‘‘ (dt.: Saal des Überflusses), dessen Gewölbedecke das Fresko einer wundervollen Alegorie (Der Überfluss und das Glück) von einem ungekannten, kampanischen Künstler aus dem 18. Jahrhundert zeigt. Der Reihe nach folgen aufeinander der Damensaal, der kleine Saal von Don Saverio, die Bibliothek und die kleine Kapelle.
Im April 1799 wurde der Palast von den Truppen Napoleons übel geplündert: Nicht mehr zu reparierende Schäden erlitten der Festsaal, die Räume Karls III. und die Bibliothek, aus denen große Teile der reichen medizinisch-wissenschaftlichen Sammlung und des dort aufbewahrten Familienarchivs geraubt wurden.
Von 1851 bis 1865 war in einem Flügel des Palastes die Real Casina de’ Nobili di Salerno untergebracht, die dann in den Palazzo Genovese übersiedelte.
1944 fanden dort einige Büros der „Provisorischen Regierung des Königreiches des Südens“ (mit der Hauptstadt Salerno) dort ihren Sitz.
Von 1980 bis 2011 war der Palazzo d’Avossa Sitz der Soprintendenza per i beni architettonici e per il paesaggio, per il patrimonio storico, artistico e demoetnoantropologico di Salerno e Avellino.
Seit Januar 2012 sind dort einige Büros der Provinz Salerno untergebracht.

## Illustre Gäste
Unter den Gästen, die im Laufe der viele Jahrhunderte langen Geschichte in dem Palast zu Gast waren, sind:
- 1755: Karl III. von Spanien, der dort weilte, als er nach der Rückkunft von seiner Jagd in Persano in der Stadt übernachtete.
- 18. Mai 1809: Joachim Murat, König von Neapel.
- 6. September 1860: Giuseppe Garibaldi, Nationalheld des Risorgimento.